# Palazzo della Dataria
Il Palazzo della Dataria Apostolica, noto anche come Palazzo della Dataria, è un palazzo di Roma che si trova in via della Dataria, nel rione Trevi, accanto al Palazzo della Panetteria e di fronte al Palazzo di San Felice.
Il palazzo è una pertinenza del Palazzo presidenziale.

## Storia
Il palazzo, già noto come Tribunale dei Benefici, ricevette il nome della Dataria ("della Cancelleria") per la data riportata in tutti i suoi documenti.
La struttura originaria dell'edificio risale alla fine del XVI secolo, ed era un palazzo di proprietà del cardinale Orazio Maffei.
Dopo la sua morte, nel 1609, l'edificio passò alla Camera Apostolica e alla cosiddetta famiglia pontificia e nel 1625 vi fu stabilita la sede della Dataria Apostolica. 
Con questo obiettivo il palazzo fu ristrutturato per ordine di papa Paolo V, come rivelano lo stemma dei Borghese e l'iscrizione ancora oggi sulla facciata dell'edificio.
Nel 1860 il palazzo fu completamente ricostruito per ordine di Papa Pio IX e per opera dell'architetto Andrea Busiri Vici, che costruì una nuova struttura inglobando il vecchio edificio e una casa vicina che si trovava accanto.
Una targa sopra la porta con lo stemma del Papa, della famiglia Mastei Ferretti, ricorda l'opera.
Il palazzo nei Patti Lateranensi (1929) fu assegnato alla Santa Sede e fu venduto, nel 1973, all'ANSA per 2 500 000 dollari.

## Descrizione
Tutto ciò che oggi si vede al di là dei portali è una facciata semplice, frutto di rifacimenti ottocenteschi.
Fino alla fine dell'Ottocento il cancello d'ingresso del palazzo fungeva da passaggio pubblico per accedere al vicino "Vicolo Scandenberg". Prima di ciò si poteva camminare protetti dalla pioggia fino al cancello del Palazzo del Quirinale.